# Termas de Constantino
Termas de Constantino (em latim: Thermae Constantinianae) eram termas construídas no monte Quirinal, em Roma, por Constantino, provavelmente antes de 315.

## História
O último dos complexos termais de Roma, as Termas de Constantino foram construídas numa área irregular entre o Vico Longo, a Alta Semita, o Clivus Salutis e o Vicus Laci Fundani. Como o local era uma encosta, foi necessário demolir casas do século IV que existiam no local (sob as quais foram encontradas ruínas de casas dos séculos II e III) para permitir que o terreno fosse nivelado. Por causa destas condições peculiares, estas termas tinham uma planta diferente das demais termas da cidade — não havia antessalas flanqueando o caldário, por exemplo, pois o terreno era muito estreito. O edifício estava orientado num eixo norte-sul para que ele fosse aquecido pelo calor do sol; as entradas principais estavam na fachada oeste, com um lance de escadas ligando o cume da colina ao Campo de Marte, e no meio da fachada norte.
Como a principal estrutura ocupava todo o espaço entre as ruas para o leste e oeste, havia uma área circunscrita ao longo da fachada limitada ao norte por uma linha curva, uma área que hoje é ocupada pelo Palazzo della Consulta. O frigidário parece também ter se alinhado no eixo norte-sul ao invés do eixo leste-oeste e, atrás dele estavam o tepidário e o caldário, ambos circulares.
A única referência a estas termas na literatura antiga está em Amiano Marcelino (xxvii.3.8). Elas também foram mencionadas no chamado "Intinerário Einsiedeln" (1.10; 3.6; 7.11).

### Século V
A estrutura sofreu bastante com incêndios e terremotos em seu primeiro século de vida e foi restaurada em 443 pelo prefeito urbano de Roma Petrônio Perpena Magno Quadratino, quando possivelmente as estátuas colossais dos Dióscuros e cavalos, atualmente na Piazza del Quirinale, foram colocadas no local. As termas provavelmente permaneceram em uso até a Guerra Gótica (535-554), quando todos os aquedutos de Roma foram cortados pelos ostrogodos.

### Redescoberta
Uma parte significativa ainda estava de pé no começo do século XVI, suficiente para permitir que os arquitetos da época fizessem desenhos das ruínas e inferissem sua planta; estes são as fontes principais de informações sobre a estrutura. As ruínas foram quase completamente destruídas entre 1605 e 1621 durante a construção do Palazzo Rospigliosi, mas alguns vestígios foram encontrados um século depois e a partir de 1870. Alguns destes podem ser visto atualmente no subterrâneo do Casino dell'Aurora.

## Obras de arte
Muitas importantes obras de arte foram descobertas no local, entre elas as estátuas de bronze conhecida como "Boxeador do Quirinal" e a de um atleta, ambas atualmente no Museo Nazionale Romano (nas Termas de Diocleciano), duas estátuas de Constantino, uma delas no nártex de Arquibasílica de São João de Latrão e outra na balaustrada da Piazza del Campidoglio (Cordonata Capitolina), uma estátua de Constantino II, filho de Constantino, também na Piazza del Campidoglio e duas estátuas (o "Nilo" e o "Tibre") no fundo da fonte do Palazzo Senatorio.
Os afrescos que estavam no Palazzo Rospigliosi até 1929 e atualmente no Museo Nazionale são de um edifício mais antigo, possivelmente a Casa de Cláudio (Domus Claudiorum).

### Galeria

Obras de arte
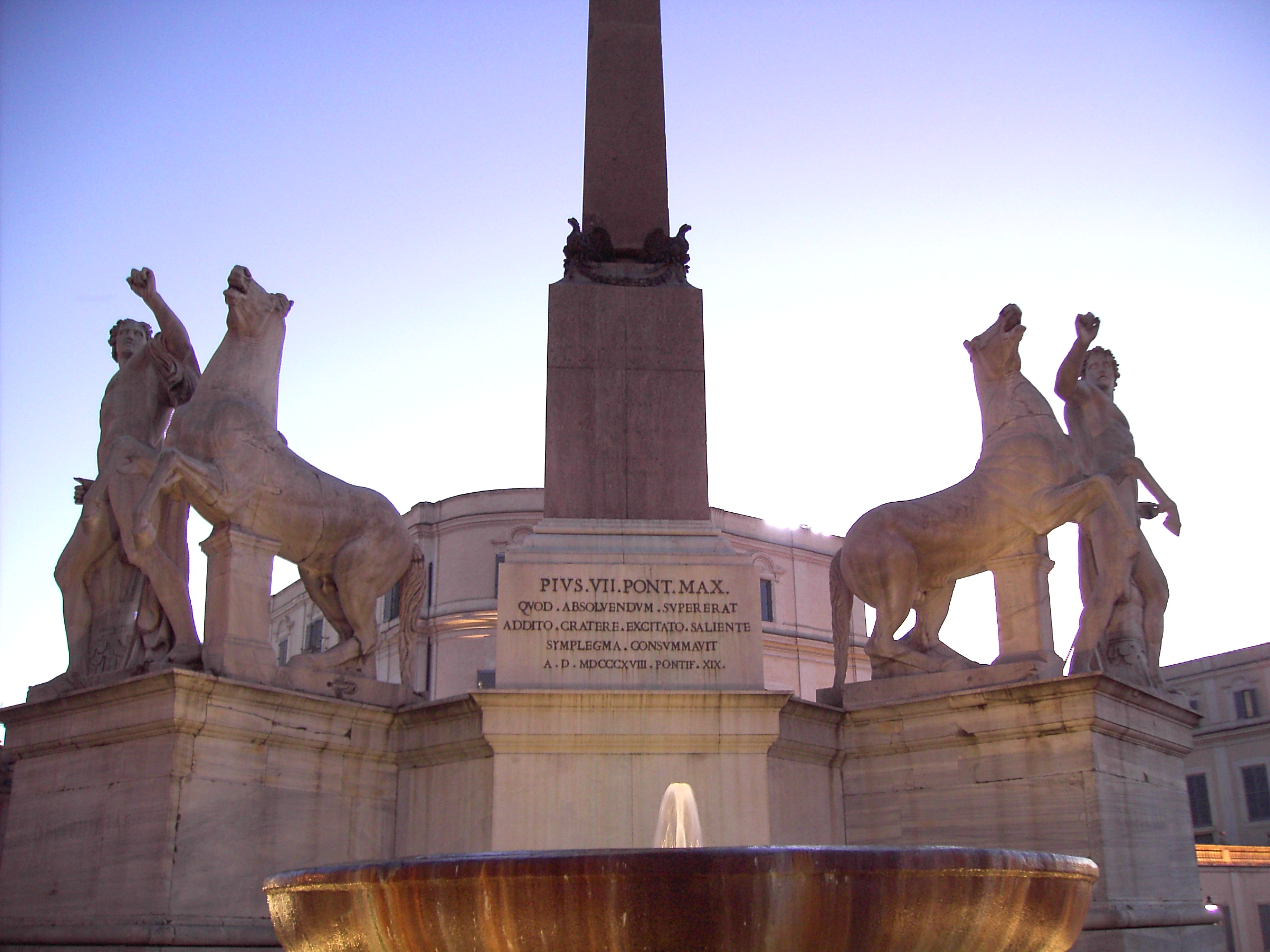
"Domadores de Cavalos", estátuas de Castor e Pólux (os "Dióscuros"), hoje na Piazza del Quirinale.
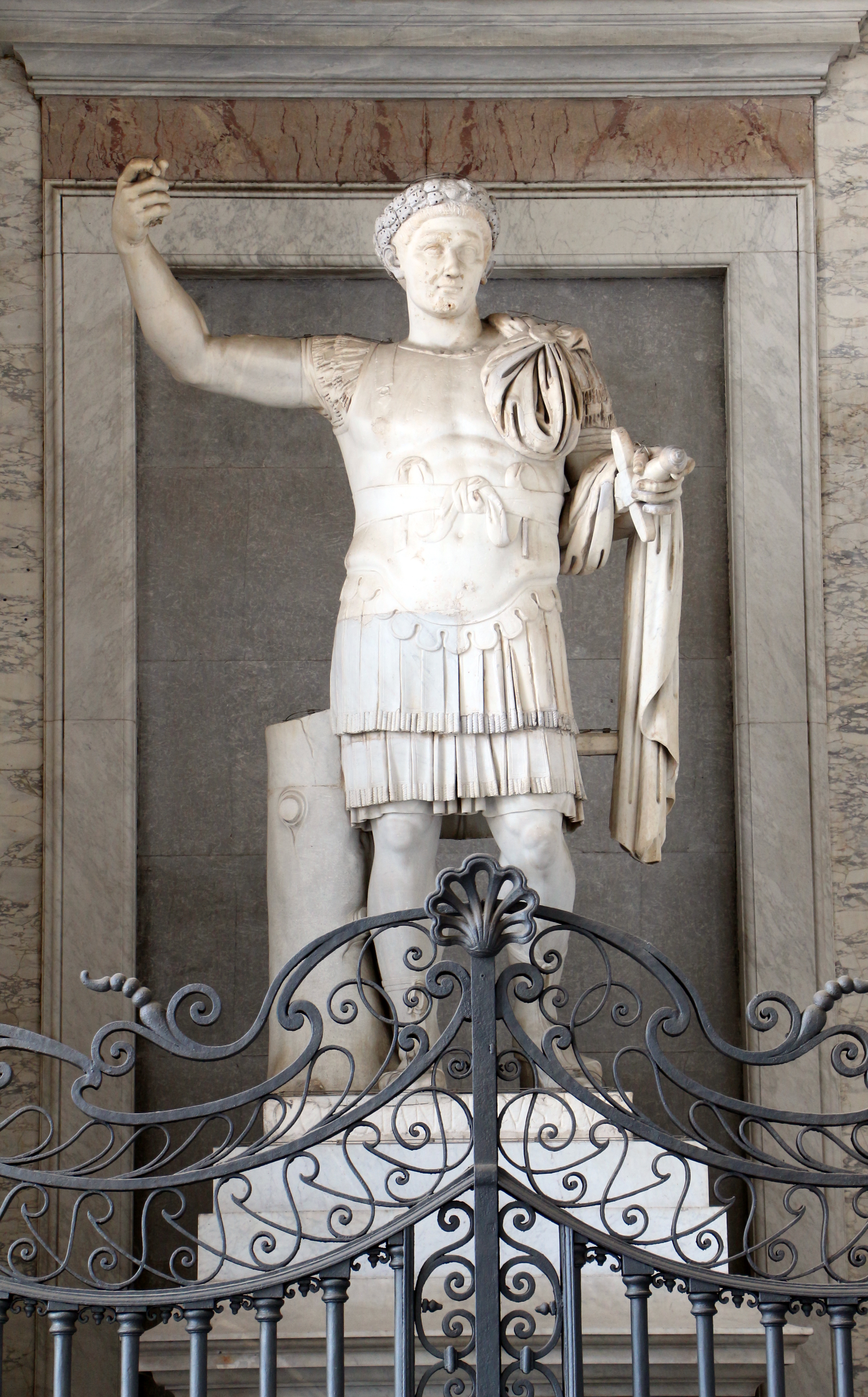
Estátua de Constantino no nártex da Arquibasílica de São João de Latrão.
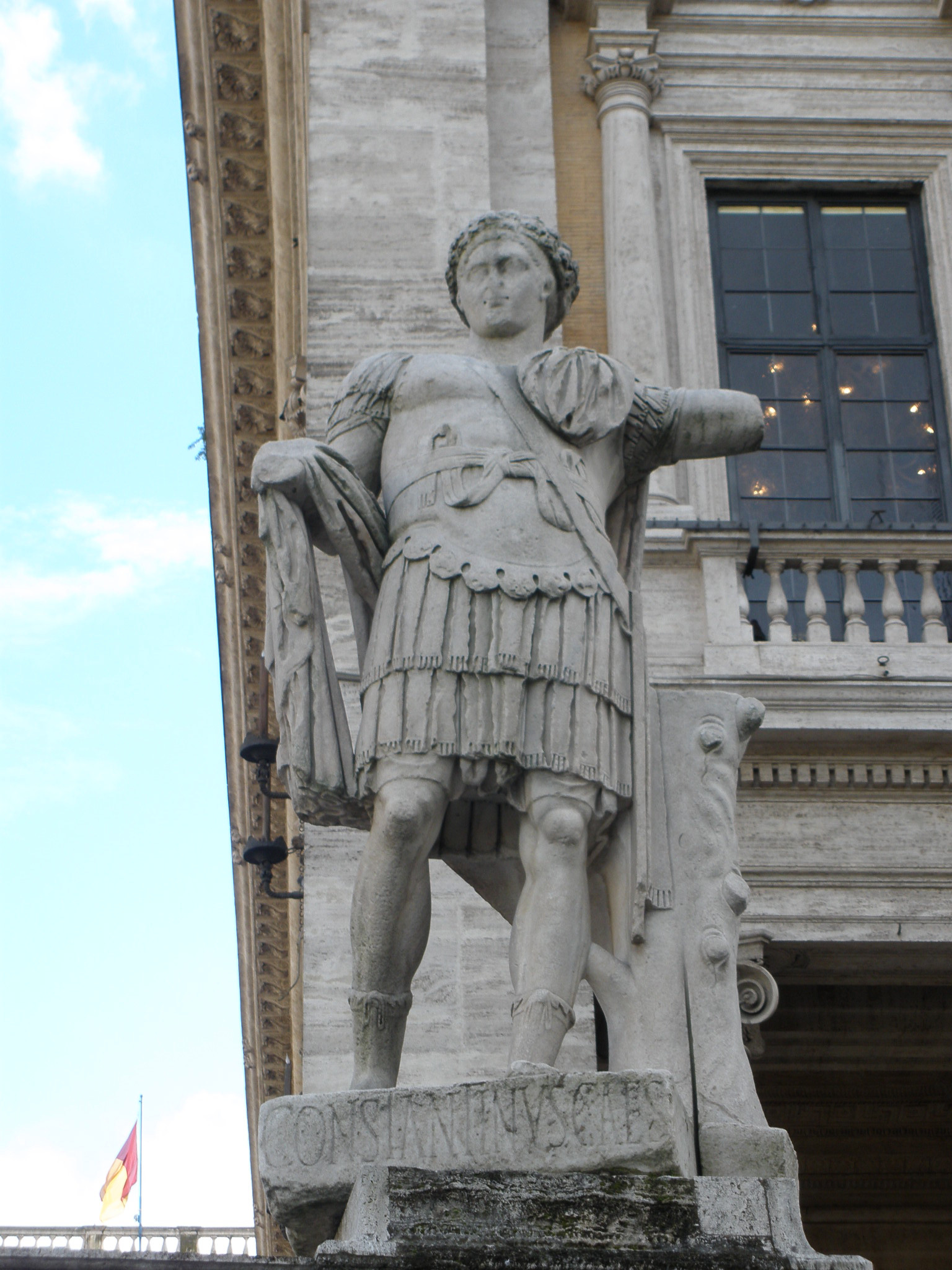
Estátua de Constantino na Cordonata Capitolina.
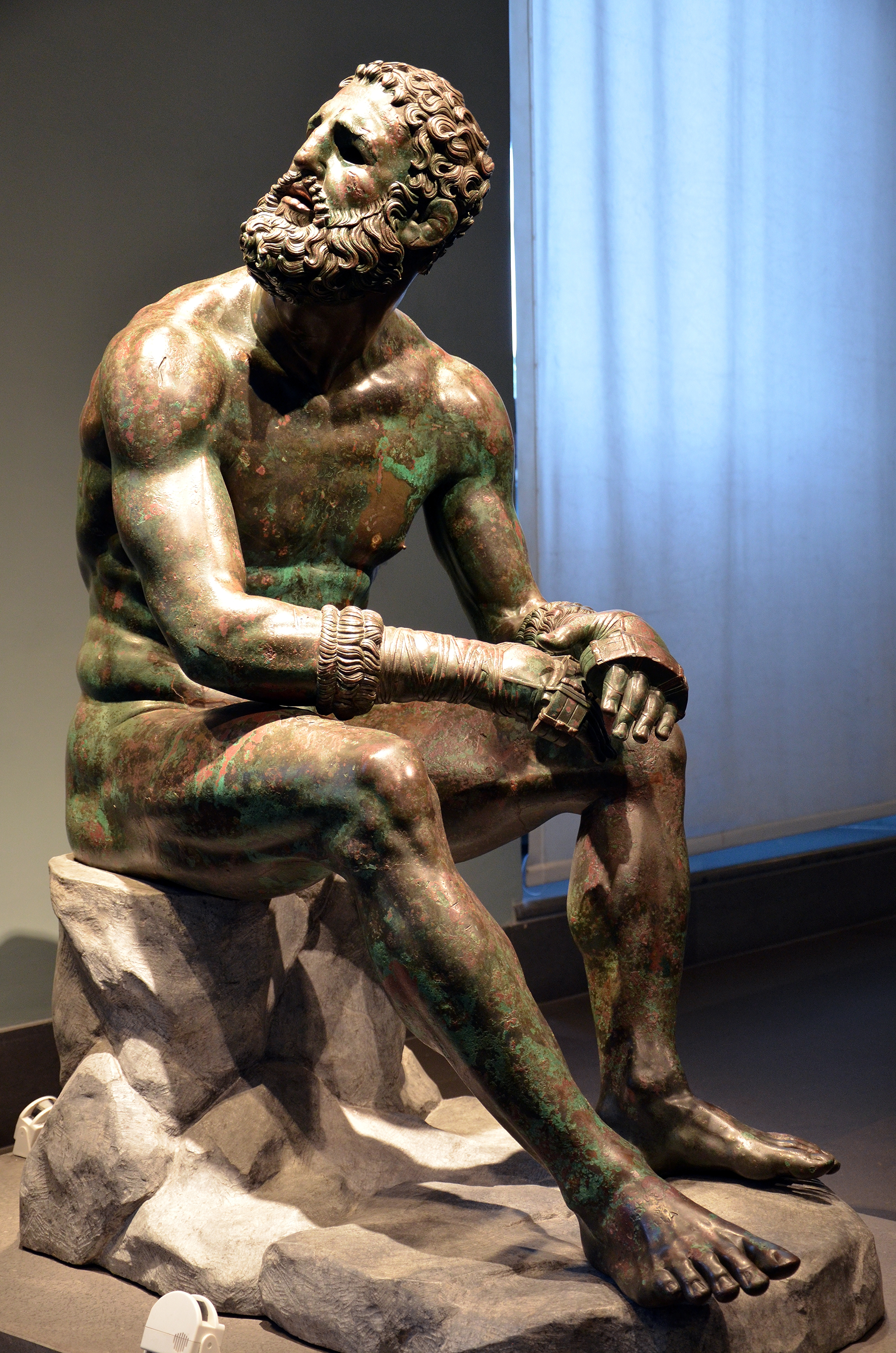
"Boxeador do Quirinal".